# Kościół św. Józefa Oblubieńca Najświętszej Maryi Panny w Strupinie
Kościół świętego Józefa Oblubieńca Najświętszej Maryi Panny – rzymskokatolicki kościół pomocniczy należący do parafii Niepokalanego Serca Najświętszej Maryi Panny w Strupinie.
Jest to skromna budowla wybudowana dla społeczności katolickiej w latach 1910-1914. Świątynia objęta jest ochroną konserwatorską i jest wpisana do wojewódzkiej ewidencji zabytków. Parafia katolicka w Strupinie została utworzona w 1929 roku.